# Josef Ambrož
Josef Ambrož (18. února 1885 Štěpánovice u Českých Budějovic – 5. září 1950 Třeboň) byl český botanik a ochránce přírody.

## Život
Po dokončení středoškolského vzdělání v Českých Budějovicích a v Jindřichově Hradci pokračoval ve studiu přírodních věd na Filosofické fakultě české části Karlo-Ferdinandovy univerzity (dnes Univerzita Karlova) v Praze. Byl mimo jiné studentem Josefa Velenovského. Studia ukončil disertační prací z bryologie.
Josef Ambrož začal pracovat jako středoškolský profesor, působil 21 let na gymnáziích v Jihlavě, kde se podílel na založení přírodovědeckého klubu, a v Třeboni.
I po studiích se zabýval výzkumem, jednalo se zejména o floristický výzkum na Jihlavsku a v Podyjí, který završil vytvořením herbáře pro Botanický ústav Univerzity Karlovy v Praze. Kromě vyšších rostlin a mechorostů se zabýval mykologií. Po přestěhování do Třeboně se věnoval zdejší lesní květeně, o níž vydal v roce 1948 monografii. V ní už kombinoval archivní studium s pylovou analýzou, což ukazuje na zvýšené chápání vztahu rostlin a prostředí. Od 30. let se angažoval i v ochraně přírody, i v odborných pracích se dotýkal ekologických témat. Publikoval zejména v časopisech Věda přírodní a Krása našeho domova.